# 민필준
민필준(1992년 ~ )은 대한민국의 배우이다.

## 학력
- 안양대학교 공연예술학과 졸업
- 중앙대학교 예술대학원 공연영상학부 연기과 재학

## 출연작

### 드라마
- 《영혼수선공》 (2020년, KBS2)
- 《검법남녀 2》 (2019년, MBC) - 강지석 역
- 《검법남녀》 (2018년, MBC) - 강지석 역
- 《군주 - 가면의 주인》 (2017년, MBC) - 천수 역

### 영화
- 《없는영화 - 언어》 ... 현우석 역   (2023년)

### 연극
- 《올모스트 메인》 (2018년)
- 《미천》 (2017년)
- 《사방팔방》 (2017년)
- 《진흙》 (2016년)